# 大原真理子
大原 真理子（おおはら まりこ、1951年7月31日 - ）は、日本の女優。神奈川県出身。演劇集団 円所属。

## 出演

### 舞台
- 堂々たるコキュ
- 天竺徳兵衛韓噺
- 赤い鳥の居る風景
- 夜叉ヶ池
- イェルマ
- 眠らぬための子守唄
- かくてベタニアまで
- 夜汽車に乗った子供たち
- TODAY
- あきくさばなし
- 不幸（六行会ホール）
- 十三夜

### 映画
- まあだだよ（監督：黒澤明 東宝）
- あつもの‐杢平の秋（監督：池端俊策 シネカノン）

### テレビドラマ
- 白鷺（1974年、NET）
- 男たちの旅路「路面電車」（1976年、NHK）
- 花ぼうろ（1976年）
- 連続テレビ小説 雲のじゅうたん（1976年）
- 大奥
- 噂の刑事トミーとマツ 第1シリーズ 第45話（1980年） - 青柳ゆきこ役
- 特捜最前線
  - 第183話「未熟児を棄てた女!」（1980年）
  - 第216話「レスポンスタイム3分58秒」（1981年）
  - 第364話「誘拐・天使の身代金!」（1984年）
  - 第372話「老刑事スニーカーを履く!」（1984年）
  - 第405話「浅草の老警官・7分間の嘘!」（1985年）
  - 第417話「誘拐ルート・5時間の追跡!」（1985年）
- ザ・ハングマンII（1982年）
- 大江戸捜査網 第5シリーズ 第170話（1983年）
- 科学戦隊ダイナマン 第23話（1983年）
- 太陽にほえろ! 第630話「必死のマミー」（1984年）
- 巨獣特捜ジャスピオン 第32話（1985年）
- 私鉄沿線97分署 第82話「アシタバ摘んで罪つんで」（1986年）
- 学校放送 はばたけ6年（1989年、NHK教育）
- はぐれ刑事純情派 第2シリーズ（1989年）
- スワンの涙（1989年）
- さすらい刑事旅情編
  - 第4シリーズ 第10話（1991年）
  - 第5シリーズ 第18話（1993年）
- 新説・三億円事件（1991年）
- 麗子の決闘 銃口に愛をこめて（1992年）
- 中学生日記
- もう涙は見せない（1993年）
- この世の果て（1994年）
- 長男の嫁（1994年）
- 世にも奇妙な物語 七夕特別編（1994年）
- 新・女検事 霞夕子 (2)「罪深き血」（1994年）
- カミさんの悪口2（1995年）
- わが町IV（1995年）
- 天晴れ夜十郎
- 角筈にて-鉄道員より（1999年）
- 付添人のうた
- 喪服のランデブー（2000年）
- サイコドクター（2002年）
- 遺言 桶川ストーカー事件の深層（2002年）
- GOOD LUCK!!（2003年）
- 血痕
- 囚人のジレンマ（2004年）
- 相棒 SeasonV 第8話（2006年）
- その男、副署長
  - 第1シリーズ（2007年） - 藁谷市子 役
  - 第3シリーズ（2009年） - 越坂里子 役
- 人間昆虫記（2011年）
- スープカレー（2012年）
- いつか陽のあたる場所で（2013年）
- 司法教官・穂高美子5（2016年） - 菊池春代 役

### テレビアニメ
2002年
- OVERMANキングゲイナー

2007年
- レ・ミゼラブル 少女コゼット（仕立て屋さん）

2008年
- ARIA The ORIGINATION（老婦人）

2009年
- テガミバチ（ハンの妻）

### 吹き替え
- サイダーハウス・ルール
- ミステリー・グースバンプス（ブリューワー夫人）